# 刻だまりの姫
『刻だまりの姫』（ときだまりのひめ）は、篠原千絵による日本の漫画作品。
『プチコミック』（小学館）にて2008年4月号にプロローグ編が掲載され、6月号から本格的に連載化された。2011年現在は『モバイルフラワー』（小学館の携帯コミックサイト）にて描き下ろしで連載されている。2011年2月の時点で既刊2巻。

## あらすじ
午前0時、合わせ鏡をすると現れる異空間、時の狭間・刻溜まり（ときだまり）。刻だまりの主・大姫が封印から解き放たれ、彼女の邪念が人々を惑わし始める。

## 登場人物
大姫（おおひめ）
刻溜まりの主。外見は少女。毬遊びが好き。
朝日奈茜（あさひな あかね）
相模美術大学の工芸科2年生。染色などをしている。入学以来、先輩の亮に憧れていたが、ライバル宣言により女性として見て貰えず失恋。言えなくても自然に想いが伝わると恋愛を舐めていたが、女性としてすら認識されないという手痛いしっぺ返しをくらっても諦められずにいる。兄夫婦に反対されたのに"刻溜まり"との接点があるマンションに入居したのは、そこから亮の部屋が見えるからだった。亮の彼女となった乃愛を妬む気持ちを大姫に見透かされ、亮を手に入れるために大姫から"刻溜まり"にいつでも入れる銅鏡を手に入れ、時間が止まっている間に亮と一方的に交わる。大姫に誰にも気づかれないと吹き込まれたこともあるが、身体に染み込んだコチニールの匂いや身体に残った感触で気づかない筈はないと理解できなかった。ずっと自身だけが"刻溜まり"を利用していると思い込んでいたが、他の"刻溜まり"は一つではなく他にも利用している人間がいることを大姫に聞かされ、それが亮であり殺人を重ね久遠の命を狙っていることを知る。
祖父江亮（そふえ りょう）
茜の1学年先輩の3年。茜を女性としてみておらず、ライバル的存在であると宣言した。
大姫とは別の刻溜まりの主「清水の若君」に貰った"刻溜まり"へ入ることの出来る銅鏡を持っており"刻溜まり"を利用して「ギャラリー朱華」のオーナー・林原百合亜と久遠の大学の美術史の教授・八雲総一郎を殺す。大学に入学して間もない茜を刻溜まりを利用して犯したことを告白した後、姿を消してしまう。
乃愛（のあ）
茜の1学年後輩。亮に積極的にアプローチし射止めるが、それまでと変わらず、亮に構われる茜が気に入らない。コチニールの匂いで手段は不明ながら茜が何かしたと本能的に察して彼女を追求するが、混乱した茜により"刻溜まり"に引きずり込まれてしまう。大姫の気に食わないタイプだったため、閉じ込められてしまう。亮がつき合ったのは殺そうと企んだ画廊のオーナーの姪だったから。
堤律子（つつみ りつこ）
茜と同じ工芸科4年生。面倒見が良く、後輩からも慕われる。連続して起きた不審な事件で亮に疑問を抱くが、そのことに気づいた亮に殺される。
大倉久遠（おおくら くおん）
杏命館大学で美術史を専攻する4年生。律子とはいとこ同士で、前年の大学祭以来気になっていた茜に会いたくて、合コンをセッティングしてもらう。律子を介して自殺・病死とされる事件が亮の犯行だと厳しく追及。彼に見覚えがあることに気づいて小学校のアルバムを確認し、小学校時代の同級生「常楽寺亮（じょうらくじ あきら）」に瓜二つであることから彼と亮が関係あるのではないかと考えている。
朝日奈藍（あさひな あい）
茜の兄。妹の通う相模美大の講師で、学生達からは"藍ちゃん"と呼ばれる。プロローグ編「藍」の主人公。結婚後の新居として入居予定だったマンションの自室で偶発的に合わせ鏡をしてしまい"刻溜まり"に閉じ込められ、紆余曲折の末に元の空間に戻ることが出来た。亮の部屋が見えることを知った妹・茜にねだられ、反対するも理由を知らないまま渋々と部屋を譲った。
朝日奈燈子（あさひな とうこ）
藍の妻。旧姓「由比（ゆい）」。婚約時代に些細なことで大喧嘩をしてしまい、離れている間に藍が行方不明になったことを彼の妹の茜から知らされる。その後、周囲で怪現象が相次ぎ警察にも不審な目で見られてしまうが、鏡塚のことを近隣の住人に聞き関係があるのではと考える。合わせ鏡をして藍の姿を見出し咄嗟に鏡を割って"刻溜まり"に入り込み、藍の心が遂に自身に向かなかったこともあり彼に飽きた大姫に藍と一緒に元の空間に放り出される。無事に6月の花嫁として藍と結婚した。新婚旅行に出発する際、茜にくれぐれも午前0時の合わせ鏡をしないように注意した。

## 用語
刻溜まり
1つの刻溜まりに1つの銅鏡があり、それを1人の主が守る。刻溜まりに人が入っている間は、現実世界は時間が止まる。刻溜まりは複数存在し、姉妹鏡から他の人が出入りすると、別の鏡が振動する。鏡が振動してすぐに刻溜まりに入ると、先に入った人の姿は見えないが、「ホタル火」というその人の痕跡のようなものを追うことができる。また、刻溜まりには縄張りのようなものが存在する。
鏡塚
茜の住むマンションの敷地から移されたが、元々はマンションの中で刻溜まりとの接点となっていた。

## 書誌情報
- 篠原千絵 『刻だまりの姫』 小学館〈フラワーコミックスα〉、既刊2巻（2011年2月現在）
  1. 2008年11月10日発売、ISBN 978-4-09-132048-3
  2. 2009年11月10日発売、ISBN 978-4-09-132854-0